# Реставрация фресок Сикстинской капеллы

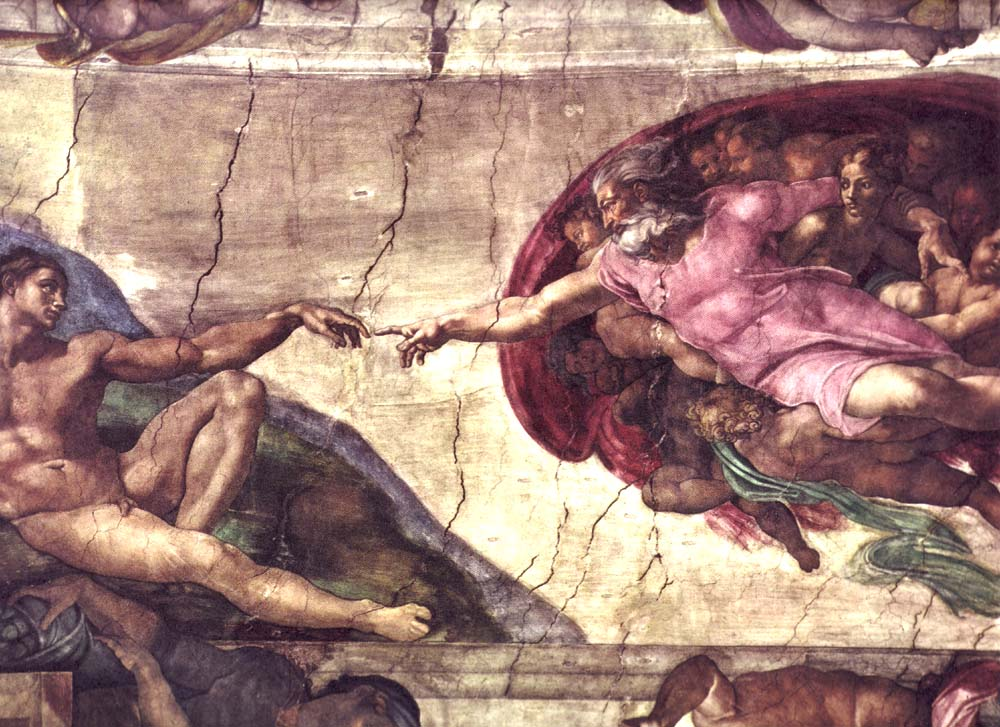
«Сотворение Адама» Микеланджело до реставрации

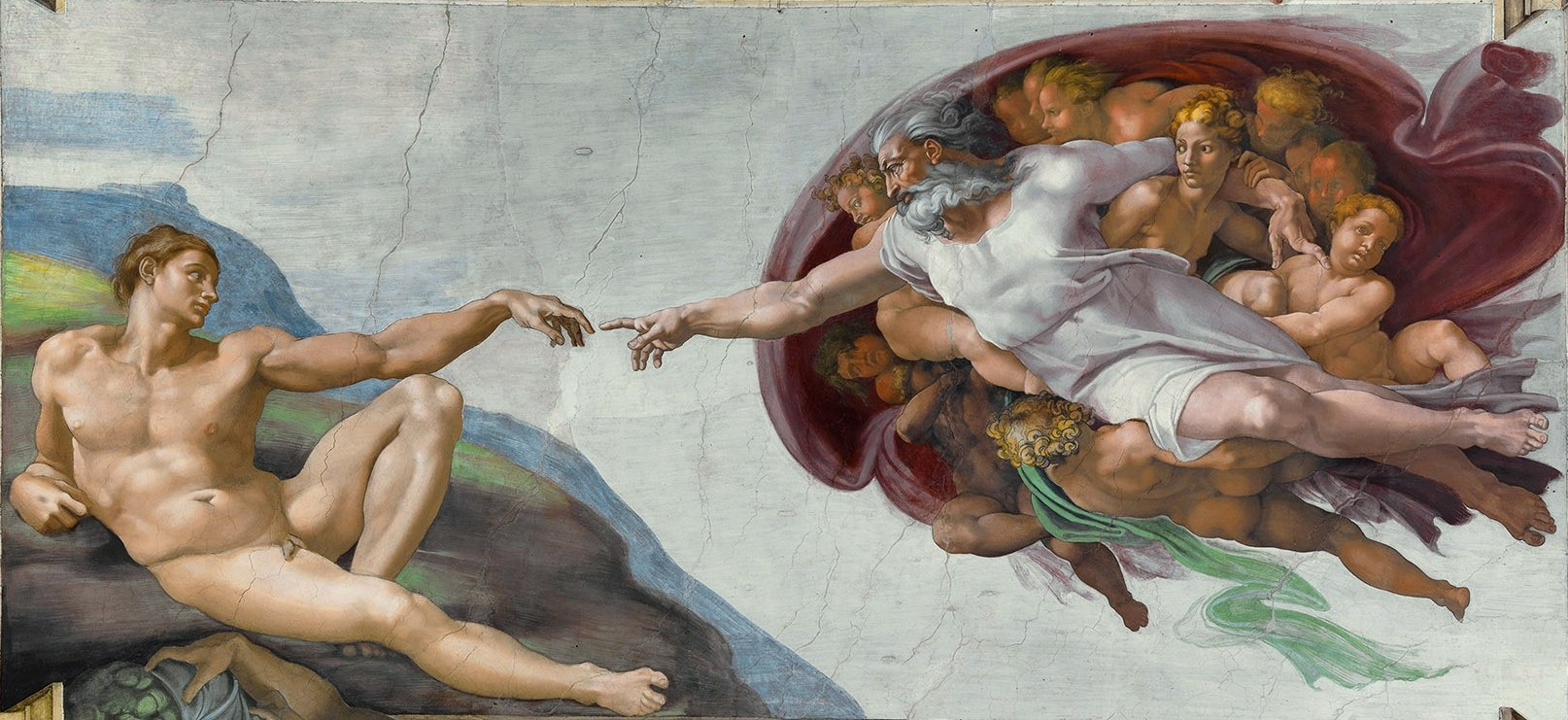
«Сотворение Адама» после реставрации

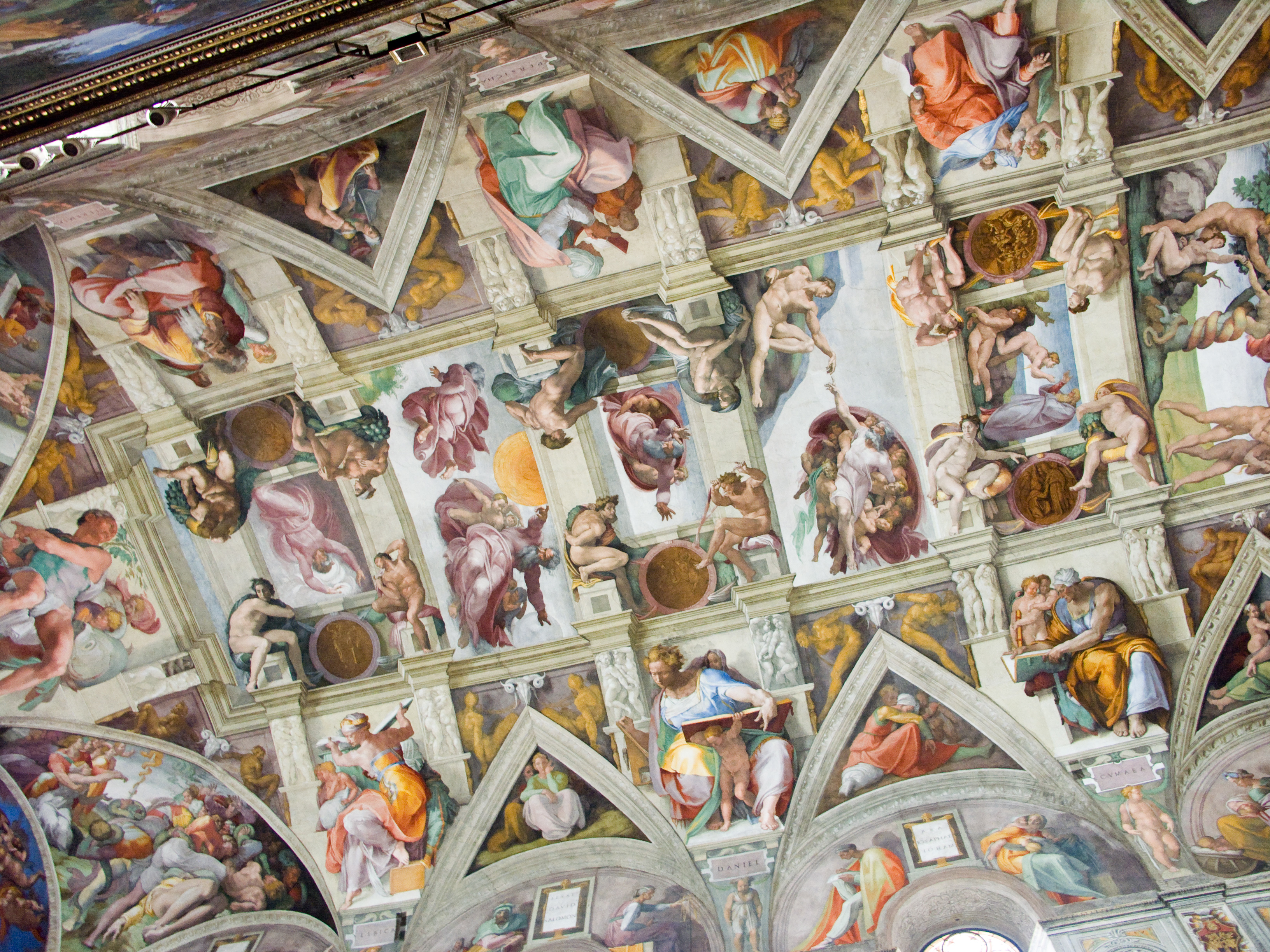
Фрагмент потолка Сикстинской капеллы, включающий вышеприведенную фреску, после реставрации

Реставрация фресок Сикстинской капеллы — одна из крупнейших реставрационных работ, проведённых в XX веке.
Сикстинская капелла, которую папа Сикст IV построил в Ватикане у северной стороны Собора Святого Петра, была завершена около 1481 года. Роспись её стен выполнили несколько художников итальянского Возрождения, наиболее ценимых в Италии конца XV века, в том числе Гирландайо, Перуджино и Боттичелли. В дальнейшем капелла была дополнена: при папе Юлии II — росписью потолка (Микеланджело, 1508—1512) и при папе Клименте VII — картиной Страшного Суда (Микеланджело, закончена в 1541). Композицию дополняли на нижнем уровне гобелены, из которых самые известные на сегодня создавались по рисункам Рафаэля (1515—1516). Все эти картины вместе составляют наиболее значительный художественный ансамбль эпохи Возрождения, а отдельные потолочные работы Микеланджело относятся к самым значимым когда-либо создававшимся произведениям западного искусства.[a]
Фрески Сикстинской капеллы, в особенности потолок и сопровождающие его люнеты Микеланджело, несколько раз подвергались реставрации, самая последняя из которых проводилась с 1980 по 1994 год. Эта последняя реставрация оказала глубокое влияние на любителей искусства и историков, поскольку она выявила цвета и детали, которые не были видны на протяжении веков. Некоторые утверждали, что в результате этого «все книги о Микеланджело должны быть переписаны». Другие, среди которых историк искусства Джеймс Бек из ArtWatch International, подвергли реставрацию резкой критике, утверждая, что реставраторы не поняли истинных намерений художника. Это является предметом продолжающихся споров.

## Предыдущие реставрации

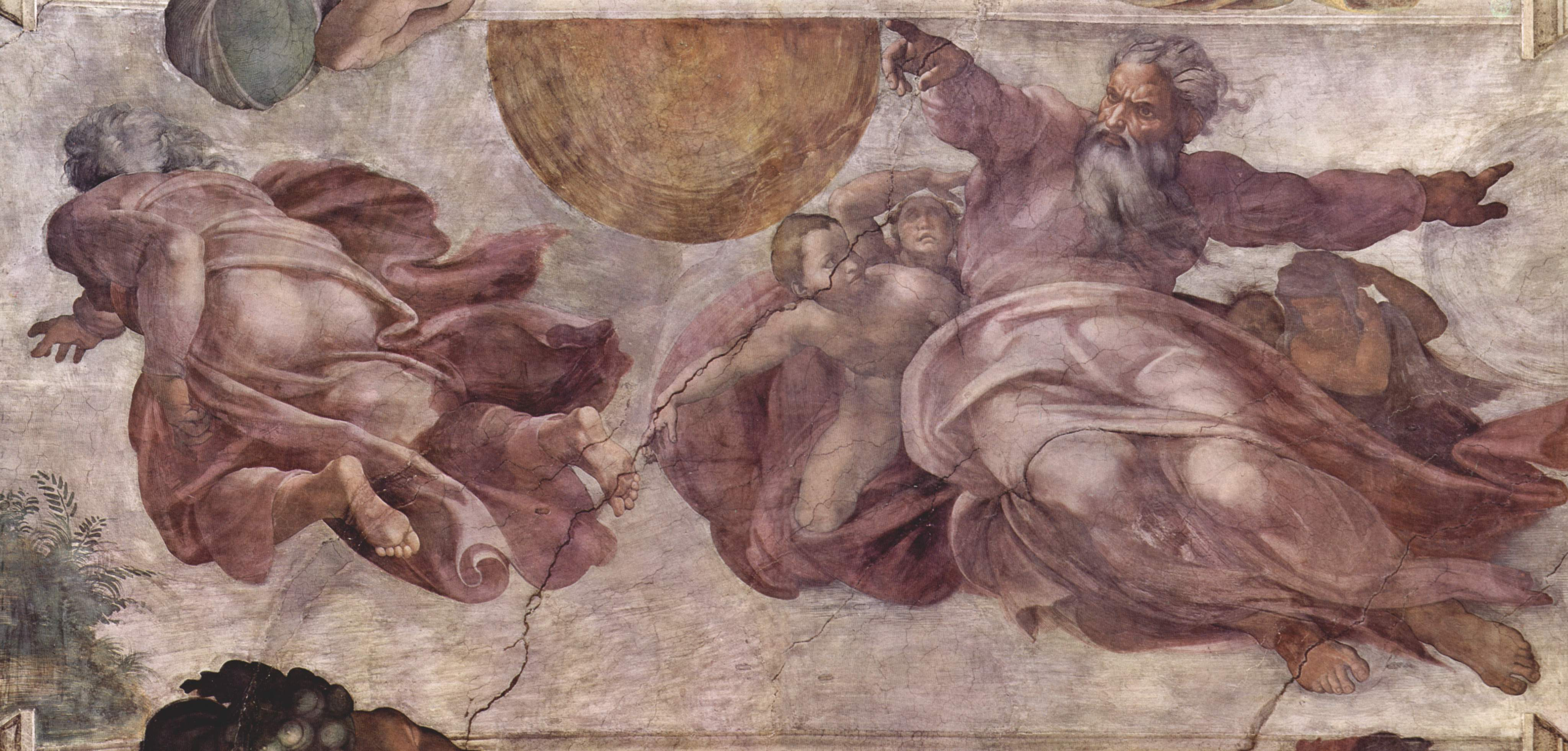
«Бог, создающий Землю и размещающий Солнце и Луну на небе», потолочная фреска Микеланджело до реставрации

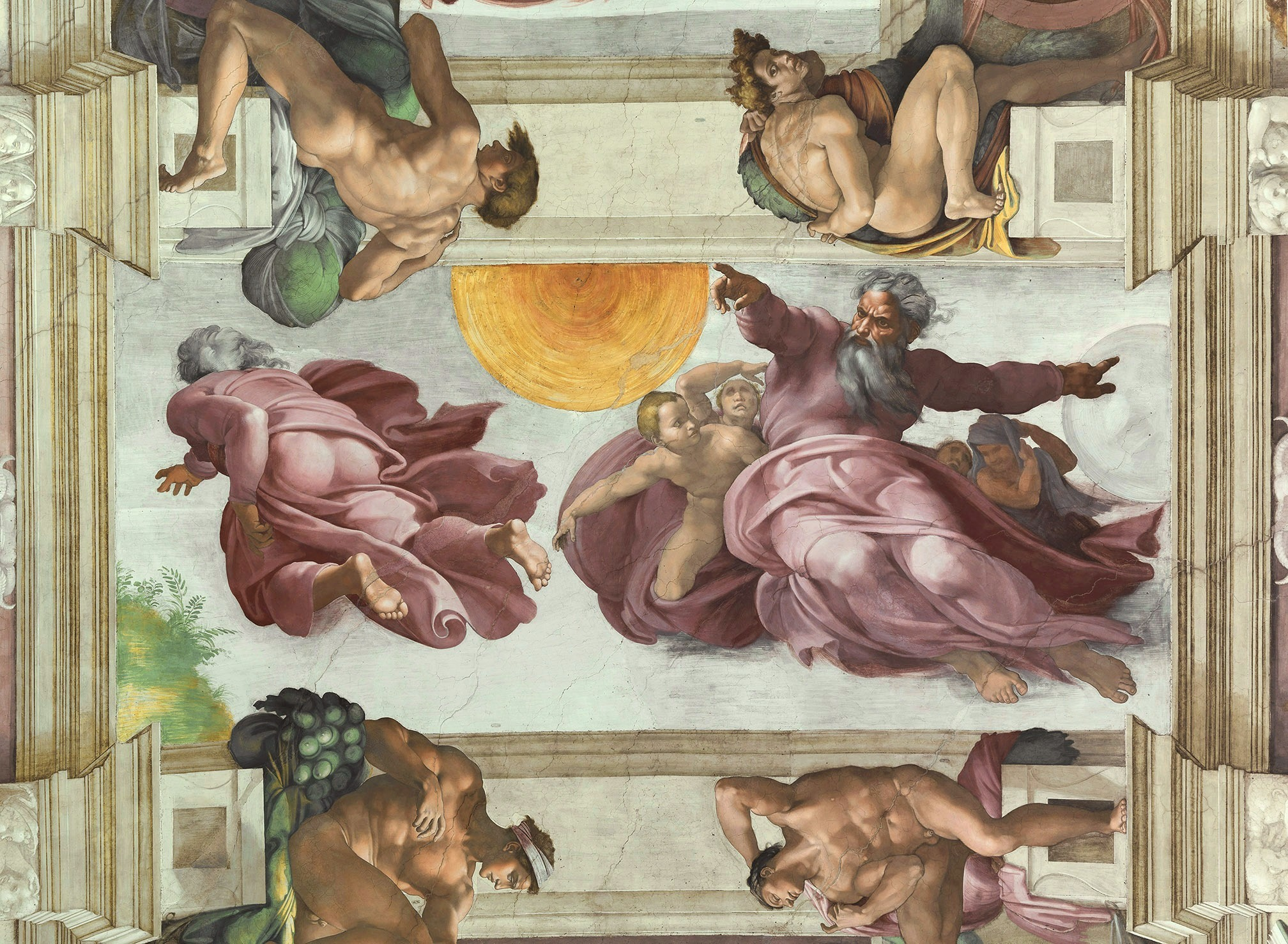
«Бог, создающий Землю и размещающий Солнце и Луну на небе» после реставрации

До реставрации, начатой в 1980 году, фрески на потолке Сикстинской капеллы уже претерпели ряд вмешательств. Первоначальные проблемы с потолком, по-видимому, были вызваны протеканием воды с верхнего этажа. Около 1547 года Паоло Джовио писал, что потолок повреждается селитрой и трещинами. Селитра вызывает выцветание. Джанлуиджи Колалуччи, главный реставратор Лаборатории реставрации Paintings for Papal Monuments, Museums and Galleries, утверждает в своей статье «Цвета Микеланджело открыты вновь», что предыдущие реставраторы решали эту проблему косметически, применяя льняное или ореховое масло, делавшее кристаллический осадок более прозрачным.
В 1625 реставрацию проводил Симоне Ладжи (Simone Lagi), «местный позолотчик», который протирал потолок льняными тряпками и расчищал его, растирая хлебом. Время от времени он прибегал к смачиванию хлеба, чтобы удалить более стойкие наслоения. В его отчёте говорится, что фрескам «была возвращена прежняя красота без нанесения вреда». Колалуччи утверждает, что Ладжи «почти наверняка» нанёс слои клеевого лака, чтобы оживить цвета, но не написал об этом в отчёте, исходя из интересов «сохранения тайны ремесла [реставраторов]».
В 1710—1713 годы художник Аннибале Маццуоли (Annibale Mazzuoli) и его сын провели новую реставрацию. Они использовали губки, смоченные греческим вином, необходимость чего, по предположению Колалуччи, была обусловлена наслоением копоти и грязи, застрявших в масляных отложениях предыдущей реставрации. Согласно Колалуччи, Маццуоли работал тогда над потолком, усиливая контрасты путём перекрашивания деталей. Также они перекрасили некоторые области, цвета которых были утеряны из-за выцветания солей. Области перекраски заштриховывались или закрашивались линейными мазками.[b] Колалуччи утверждает, что Маццуоли также применял много клеевого лака. Эта реставрация была сосредоточена на потолке, люнетам уделялось меньшее внимание.
Предпоследняя реставрация была предпринята Лабораторией реставрации Ватиканским музеем в 1935—1938 годах. Предметом этой работы было соединение некоторых областей интонако в восточной стороне здания и частичное удаление сажи и копоти.

## Современная реставрация

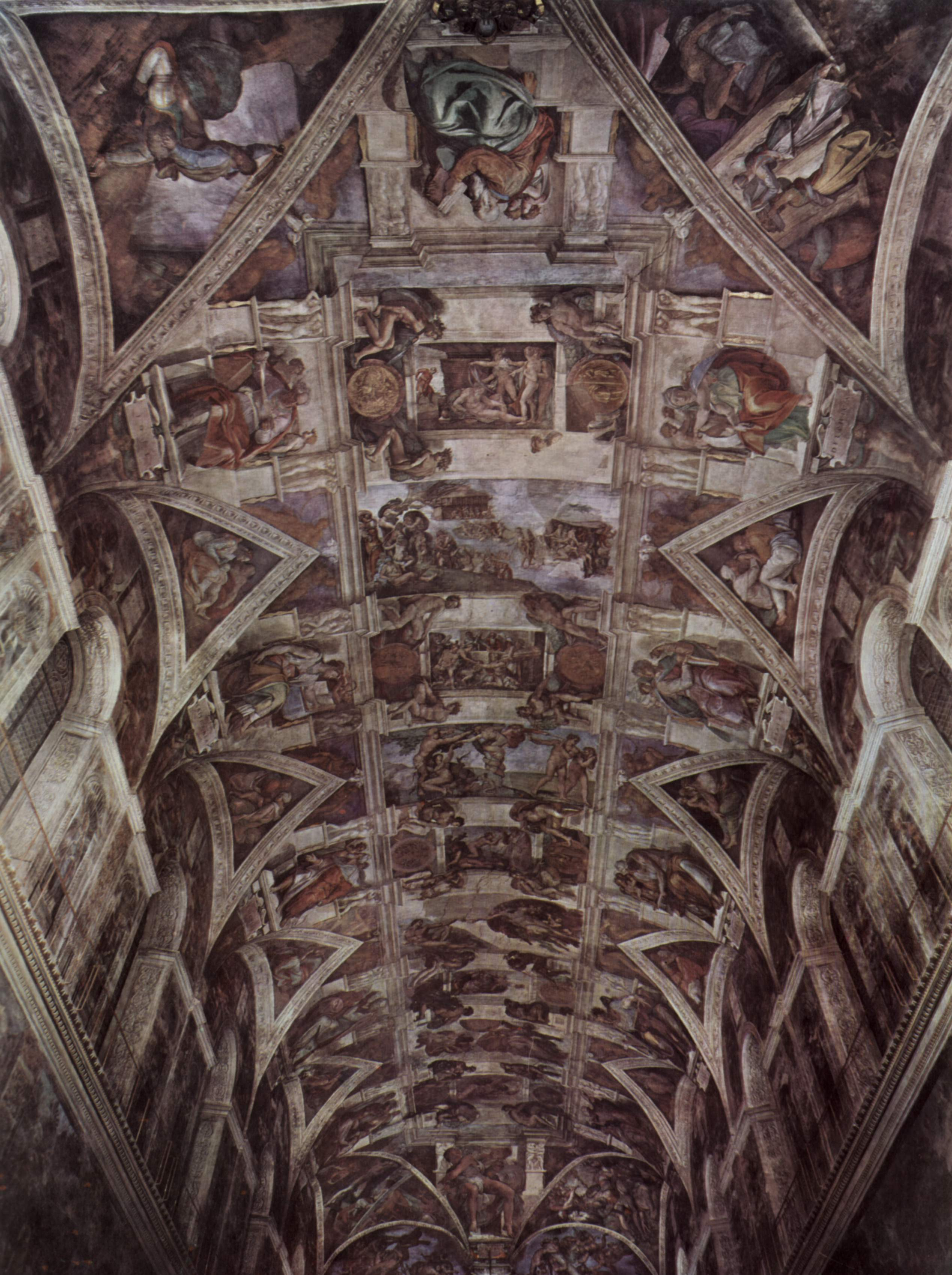
Сикстинская капелла до реставрации

Предварительные эксперименты для современной реставрации начались в 1979 году. Группу реставраторов составили Джанлуиджи Колалуччи (Gianluigi Colalucci), Маурицио Росси (Maurizio Rossi), Пьерджорджо Бонетти (Piergiorgio Bonetti) и другие, взявшие в качестве руководящих принципов «Правила реставрации произведений искусства», установленные в 1978 году Карло Пьетранджели (Carlo Pietrangeli), директором Ватиканской лаборатории реставрации картин, и регулирующие процедуры и методы реставрации. Важной частью современной процедуры реставрации, согласно этим правилам, является изучение и анализ художественного произведения. Частью этого является запись каждого этапа процесса реставрации. Это проделал фотограф Такаси Окамура из Nippon Television.
В июне 1980 — октябре 1984 прошёл первый этап реставрации — работа над люнетами Микеланджело. Затем началась реставрация потолка, закончившаяся в декабре 1989, и затем — фрески «Страшный суд». Реставрированная капелла была торжественно открыта папой Иоанном Павлом II 8 апреля 1994 года. Заключительный этап реставрации стенных фресок был утверждён в 1994 году и завершён 11 декабря 1999 года.

### Цели реставраторов
Целями реставраторов были заявлены:
- Постепенное изучение фресок, анализ находок и применение соответствующих технических ответов.
- Запись каждого шага операции в архивных отчетах, на фотографиях и плёнке.
- Использование только таких процедур и материалов, которые являются простыми, тщательно протестированными, безвредными и обратимыми.
- Заделывание трещин и повреждений, угрожающих стабильности штукатурки.
- Удаление слоёв свечной копоти и сажи, отложившихся в капелле за 500 лет.
- Удаление перекрашивания, сделанного предыдущими реставраторами, пытавшимися противостоять действию сажи и других наслоений.
- Удаление растительного и животного жира, использовавшегося против засоления в местах протекания воды.
- Удаление кристаллических наслоений соли, отбеливших места, где просачивалась вода.
- Консервация поверхностей, которым угрожало дальнейшее разрушение из-за вздутия и шелушения.
- Сочувственное восстановление областей, где разрушение того или иного вида уничтожило детали и вызвало потерю целостности, например, заполнение сильной трещины и закраска штукатурки цветом оригинала.
- Сохранение в определённых малых участках физической истории предыдущих реставраций.

### Подготовительный этап

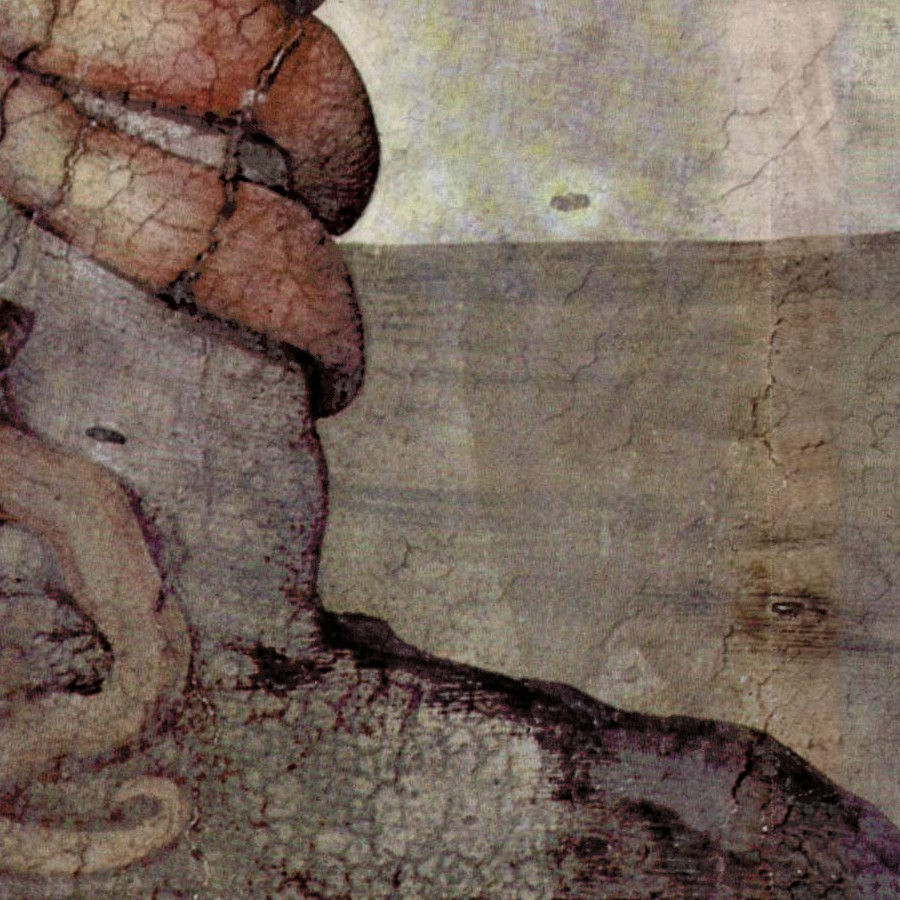
Этот фрагмент «Изгнания из рая» показывает потемнение цвета до монохромного, растрескивание штукатурки, металлические штифты из предыдущей стабилизации, окрашивание от воды, отложение солей, затемнение от селитры и перекрашивание.

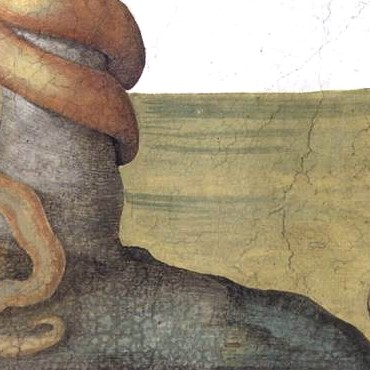
Эта деталь того же фрагмента показывает яркость цветов после расчистки. Основные трещины и металлические штифты были заполнены и окрашены по соседним участкам. Меньшие трещины стали более заметны, контрастируя с яркой поверхностью. Кольца от селитры являются необратимыми.

В 1979 году Колалуччи провел серию экспериментов для выявления правильного подхода к реставрации фресок Сикстинской капеллы. Исследование началось с тестирования небольших участков стенной фрески — «Спор у тела Моисея» Маттео да Лечче, имевших сходные физические и химические свойства с техникой, используемой во фресках Микеланджело. Испытания с целью найти подходящий растворитель продолжались на небольшой части люнета «Елеазар и Матфан».
Из-за высоты потолка и недоступности потолочных фресок точный характер повреждений и проблем, с которыми могла столкнуться группа реставраторов, нельзя было полностью предсказать, пока не было принято решение о реставрации и не были размещены леса. Согласно Колалуччи, продолжающийся научный анализ и реакция реставраторов на конкретные проблемы были постоянной частью процесса, и группа не принимала решения о каком-то едином обращении со всеми частями здания.
В 1980 году было принято решение о проведении общей реставрации. Основное финансирование в 4,2 млн долларов США предоставила корпорация Nippon Television (Япония) в обмен на право съёмки процесса.

### Леса
Группа выполнила первый этап реставрации — вертикальные поверхности и изогнутые пазухи вокруг верхних отделов окна — с алюминиевых лесов, выставленных чуть ниже люнетов и использующих те же отверстия в стене, которые были проделаны для лесов Микеланджело. Когда реставраторы перешли на потолок, они тоже использовали систему, аналогичную Микеланджело, использовавшую выступавшие из лесов консольные полки для поддержки ступенчатой и арочной платформы. Преимущества современных легких материалов позволяли ставить платформу на колёса, что облегчало передвижение по всей длине здания без демонтажа и замены, как делал Микеланджело в 1506 году.

### Состояние фресок
Исследование 1979 года показало, что весь интерьер капеллы, а в особенности потолок, были покрыты свечной копотью, содержавшей воск и сажу (аморфный углерод). Люнеты над окнами (основным источником вентиляции) были особенно запачканы дымом и выхлопными газами от города, будучи «намного грязнее, чем сам потолок». Здание было несколько неустойчивым и значительно сдвинулось ещё до работы Микеланджело (1508), это вызвало растрескивание потолка, а трещина в парусе «Юдифи» была настолько большой, что её надо было заполнять кирпичами и строительным раствором перед покраской. Верхняя часть потолка из-за трещин и просачивания воды давала Микеланджело неровную поверхность.
Вода, протекавшая с крыши и с открытых внешних проходов выше уровня потолка, намыла соли из строительного раствора, которые после испарения отложились на потолке. Местами это привело к пузырению и вздутию поверхности фресок. Хоть изменение цвета представляло собой серьёзную проблему, но пузырьки — нет, потому что тонкость и прозрачность краски, с которой Микеланджело работал на большей части потолка, позволяло солям пройти насквозь и не накапливаться под поверхностью.
Все предыдущие реставрации оставили свои следы на фресках. Для противодействия отбеливанию, вызванному засолением, применялись животный жир и растительное масло, которые эффективно делали кристаллы соли прозрачными, но оставляли липкий слой, вбиравший в себя грязь. Ещё одной проблемой, наиболее очевидной на малых путти, державших таблички с именами, на парусах была селитра, просачивавшаяся через маленькие трещины и проявлявшаяся в виде темных колец на поверхности. В отличие от белых кристаллических отложений соли она не могла быть удалена, и эти пятна были необратимыми. На многих областях применялись слои лака и клея, которые потемнели и стали непрозрачными. Реставраторы перерисовывали детали на затемненных областях для выделения черт фигур. Это особенно относится к люнетам, пазухам свода и нижним частям парусов.
Тщательный анализ показал, что под отложениями копоти и солей и структурными трещинами тонкая «живописная кожа»  фресок Микеланджело была в отличном состоянии. Колалуччи описывает Микеланджело как использовавшего наилучшие из возможных методов фрески, согласно описанию Вазари. Большая часть краски хорошо держалась и потребовала лишь малого ретуширования. Штукатурка, или интонако, на которой выполнялся рисунок, была найдена по большей части надёжной, поскольку предыдущие реставраторы укрепляли её бронзовыми булавками.

### Вмешательства
До реставрации группа в течение шести месяцев исследовала состав и состояние фресок, опрашивая членов группы, реставрировашей фрески в 1930-х годах и проводя подробное научное исследование, чтобы выяснить, какие растворители и методы лучше всего использовать на конкретных окрашенных поверхностях.

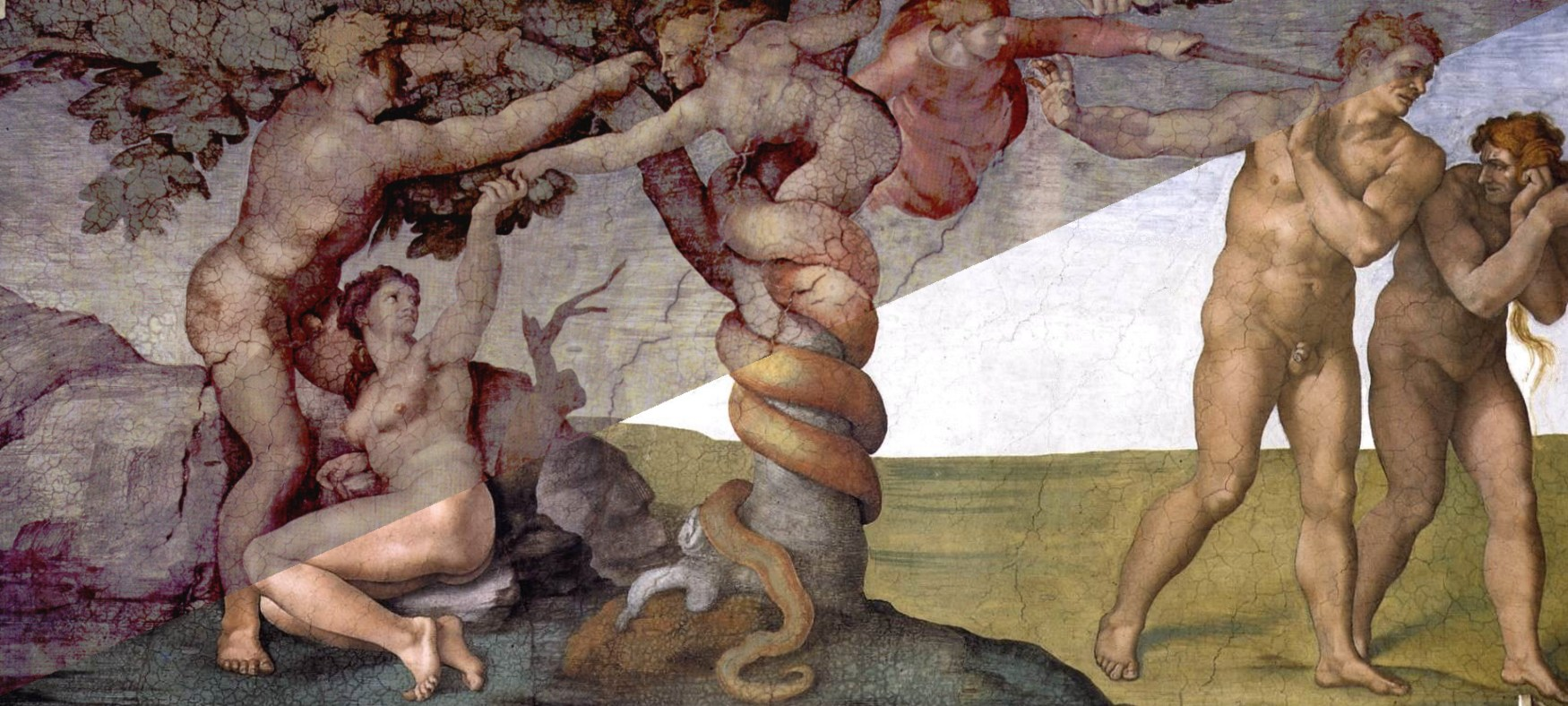
Составное изображение «Грехопадения и изгнания Адама и Евы» Микеланджело. Слева вверху — до реставрации, справа внизу — после.

Первым этапом физического восстановления было повторное прикрепление всех областей поверхности штукатурки (около 5 мм толщиной), которым угрожало отделение и отваливание. Это делалось впрыскиванием поливинилацетатной смолы. Бронзовые скобки, использовавшиеся ранее для стабилизации поверхности, в тех местах, где они вызывали трещины, удалялись, а отверстия заполнялись. Красители, которые оказывались не очень хорошо державшимися, приклеивались с применением разбавленной акриловой смолы.
Реставраторы промывали поверхности с помощью различных растворителей. Где возможно, использовалась дистиллированная вода для удаления сажи и растворимых веществ. Ретушь и перекраска, полагаемые частью предыдущих реставраций, удалялись гелеобразным растворителем, который применялся в несколько этапов с определённой длительностью и смывался дистиллированной водой. Солевые отложения карбоната кальция обрабатывались раствором диметилформамида. На последнем этапе для укрепления и защиты поверхности и дальнейшей промывки применялся слабый раствор акрилового полимера.
При необходимости некоторые участки ретушировались акварелью для воссоединения изобразительного материала. Эти участки хорошо отличимы текстурой с вертикальными мазками, не видимыми на расстоянии, но легко распознаваемыми как реставрационная работа при близком рассмотрении.
Некоторые небольшие участки были оставлены нереставрированными с целью поддержания физической истории предыдущих реставраций, например, участок, оставленный с перекраской и свечным воском, и другой участок, демонстрирующий попытку противодействовать засолению с помощью масла.

## Экологическая защита фресок
После удаления с поверхности фресок слоёв свечного воска, лака и животного клея они оказались подвержены угрозам, которых предыдущие реставраторы предвидеть не могли: автомобильные выхлопы, а также ежедневные толпы туристов, приносящие с собой тепло, влажность, пыль и бактерии. Чистые поверхности штукатурки оказались более подвержены опасности влияния этих разрушительных факторов, чем когда они были покрыты копотью.
Ранее единственной вентиляцией Сикстинской капеллы были верхние окна. Для предотвращения входа выхлопных газов и других загрязнений, наносимых ветром, окна сегодня постоянно закрыты и установлена система воздушного кондиционирования. Эта установка была осуществлена Carrier из корпорации United Technologies в сотрудничестве с ватиканской дирекцией технических служб. Она спроектирована с целью противодействия различным проблемам, специфическим для капеллы, в частности быстрым изменениям температуры и влажности, происходящим с началом допуска первых толп туристов утром и уходом последних посетителей вечером. Система кондиционирования регулирует не только температуру, но и относительную влажность между летними и зимними месяцами, так что изменения атмосферной среды происходят постепенно. Воздух вблизи потолка поддерживается на умеренном уровне, в то время как внизу помещения он прохладнее и циркулирует быстрее, в результате чего частицы грязи спускаются к полу, а не увлекаются вверх. Бактерии и химические загрязнители отфильтровываются.
Спецификации окружающей среды:
- Воздушные фильтры: удаляют частицы свыше 0,1 мкм
- Температура воздуха: 20 °C летом, постепенно изменяется до 25 °C зимой.
- Относительная влажность у потолка: 55 % ±5 %.
- Датчики: 92, из которых около половины резервные.
- Длина проводки: 26 км.

## Реакция на реставрацию

### Оценки
Объявление о реставрации Сикстинской капеллы вызвало шквал вопросов и возражений историков искусства во всём мире. Одним из самых активных критиков был Джеймс Бек (James Beck) из ArtWatch International, который постоянно предупреждал о возможности повредить работу Микеланджело слишком энергичной реставрацией. Постоянно выдвигался аргумент о том, что все предыдущие вмешательства нанесли произведению тот или иной ущерб. Любая реставрация, в отличие от консервации, подвергает произведение искусства риску. Консервация же способствует сохранению работы в её нынешнем состоянии и предотвращению её дальнейшего разрушения. Бек выразил свою озабоченность в Art Restoration, the Culture, the Business and the Scandal.
В риторике этого разговора [реставраторы] говорят, что предыдущая реставрация не была хорошей, а теперь мы будем делать действительно хорошую. Это как подтяжка лица. Сколько раз бедные люди могут через неё проходить без того, чтобы их бедные лица выглядели как апельсиновая кожура?
Джеймс Бек

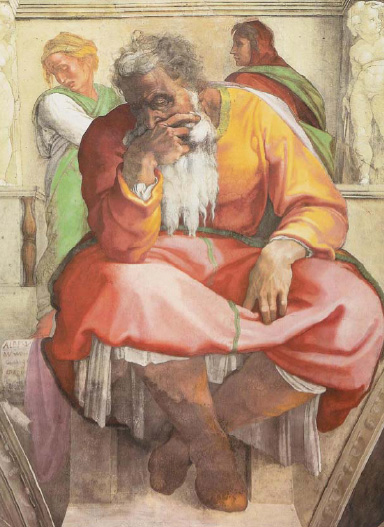
Иеремия, оплакивающий разрушение Иерусалима.

В то время как Джеймс Бек «занимался публичными дебатами» с Джанлуиджи Колалуччи, нью-йоркский арт-дилер Рональд Фельдман организовал петицию, которую поддержали 15 известных художников, в числе которых были Роберт Мазервелл, Джордж Сегал, Роберт Раушенберг, Христо и Энди Уорхол, с просьбой к папе Иоанну Павлу II приостановить реставрацию капеллы, а также «Тайной вечери» Леонардо да Винчи.
Обязанностью реставрационной группы было проведение работ в условиях гласности, чтобы журналисты, историки искусства и другие люди с добросовестным интересом имели свободный доступ к информации и просмотру работы. Однако право съёмки получила единственная компания — Nippon Television. Майкл Киммельман, главный арт-критик The New York Times, писал в 1991, что критика реставрации потолка и люнетов отчасти подпитывалась нежеланием Nippon Television обнародовать фотографии, которые они сделали, пользуясь эксклюзивными правами, которые запечатлевали все этапы процесса и которые были единственным твёрдым доказательством того, что работа ведётся должным образом.
Согласно Киммельману, причиной нежелания обнародовать фотографии (что могло бы покончить с наихудшими опасениями многих заинтересованных сторон) было намерение компании произвести ограниченным тиражом большой двухтомник «размером с журнальный стол» ценой в 1000 долларов. То, что эти фотографии стали доступны только тем немногим, кто мог позволить себе заоблачную цену, Киммельман называет «нещедрым» и «аморальным».

По мере выполнения работы были те, кто приходил в восторг; папа Иоанн Павел II после каждого этапа произносил торжественную гомилию. В декабре 1999, по завершении работы над стенными фресками, он сказал:
Было бы трудно найти более красноречивый визуальный комментарий к этому библейскому образу, чем Сикстинская капелла, полным великолепием которой мы можем сегодня наслаждаться благодаря недавно закончившейся реставрации. Нашу радость разделяют верующие во всём мире, которые ценят это место не только из-за шедевров, которые оно содержит, но и за роль, которую оно играет в жизни Церкви.
Pope John Paul II

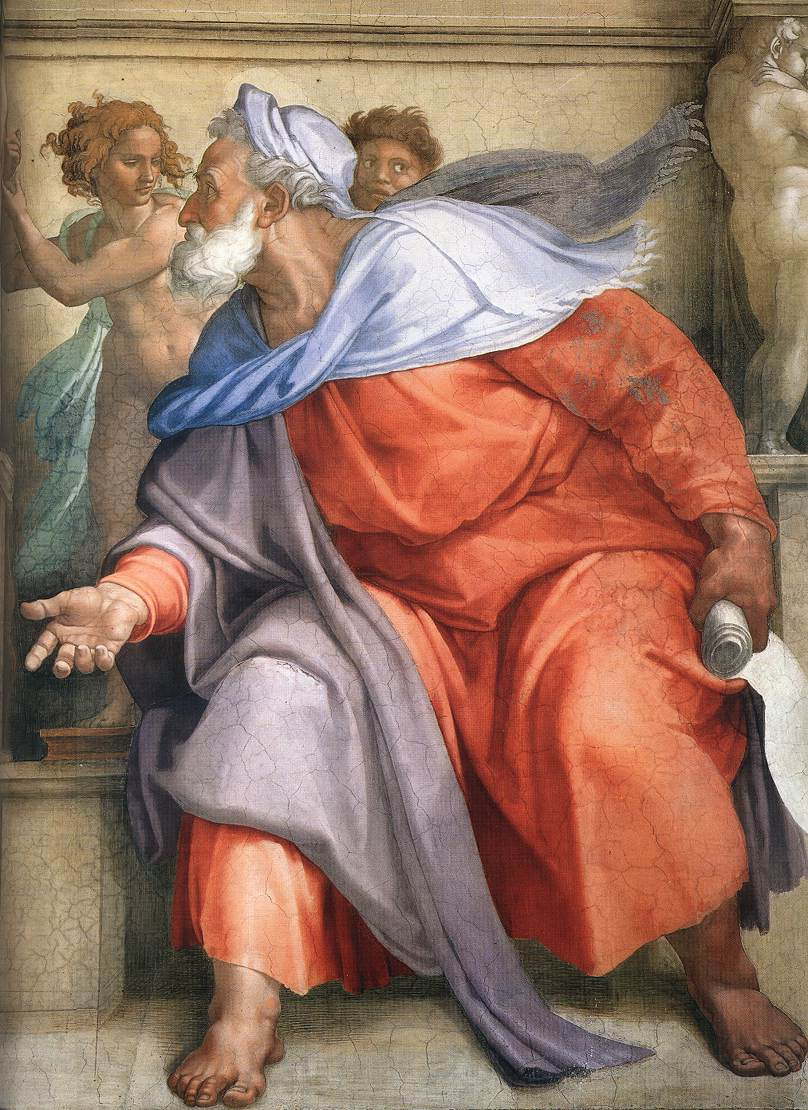
Пророк Иезекииль слышит глас Божий

Кардинал Эдмунд Шока, губернатор Ватикана, сказал: «Эта реставрация, знания и опыт реставраторов позволяют нам созерцать картины, как если бы нам дали шанс присутствовать на их первом показе.»
Неназванный автор Carrier, компании, устанавливающей систему кондиционирования для будущей сохранности фресок, был ещё более красноречив:
Как художник, Микеланджело зависел от того Божественного света, чтобы созидать. Как наблюдатели, мы зависим от него, чтобы видеть величие художника. Живущим в последние годы XX века, нам повезло, потому что миллионы других за последние четыре с половиной столетия видели фрески Микеланджело через закопчённое стекло. ...

Накопившаяся столетняя копоть притупила цвета и стёрла детали. Она сделала фрески плоскими и лишила их сочных округлостей. Но благодаря десятилетним усилиям ватиканских реставраторов маска снята.

Другие авторы высказывались не так лестно. Основную причину для беспокойства выразил Эндрю Уордсуорт из The Independent (Лондон):
Похоже, мало сомнений остаётся в том, что потолок Сикстинской капеллы был частично нарисован а секко (то есть, по сухой штукатурке), но реставраторы тем не менее решили, что радикальная очистка необходима, учитывая количество накопившейся грязи (в частности, от свечного дыма). В результате потолок теперь имеет странно размытый вид, с красивой, но безвкусной окраской - эффект, совершенно непохожий на интенсивно чувственные скульптуры Микеланджело.
Andrew Wordsworth

Этот решающий вопрос также подчёркивался Беком и был ясно выражен на веб-сайте художника Питера Лейна Аргимбо.

### Вопросы, поднятые критиками
Частью реставрации Сикстинской капеллы, вызвавшей наибольшую обеспокоенность, был потолок, расписанный Микеланджело. Появление из мрака ярко раскрашенных Предков Христа вызвало опасения, что при расчистке используется слишком резкий процесс. Несмотря на предупреждения, работа над потолком продолжалась и, согласно таким критикам, как Джеймс Бек, когда потолок был закончен, наихудшие опасения подтвердились.
Причина разногласий лежит в анализе и понимании техники, применявшейся Микеланджело, и действий реставраторов в соответствии с их пониманием этой техники. Исследование фресок на люнетах убедило реставраторов в том, что Микеланджело работал исключительно в «буон фреско», то есть, что художник рисовал только на свежей штукатурке и что каждый фрагмент работы заканчивался, пока штукатурка оставалась в свежем состоянии. Иными словами, Микеланджело не работал «а секко» и не возвращался к своей работе позже для добавления деталей на сухую штукатурку.
Реставраторы, предполагая, что художник предпринял единообразный подход в рисовании, предприняли единообразный подход и в реставрации. Было решено, что весь тёмный слой животного клея и сажи, весь воск и все перекрашенные участки были тем или иным загрязнением: отложениями дыма, предыдущими попытками реставрации и подрисовками реставраторов в попытке оживить внешний вид работы. Основываясь на этом решении, согласно критическому прочтению имеющихся данных по реставрации, сделанному Аргимбо, химики реставрационной группы решили применить растворитель, который эффективно снял с потолка всё до самой штукатурки, пропитанной краской. После обработки осталось только то, что было нарисовано в «буон фреско».

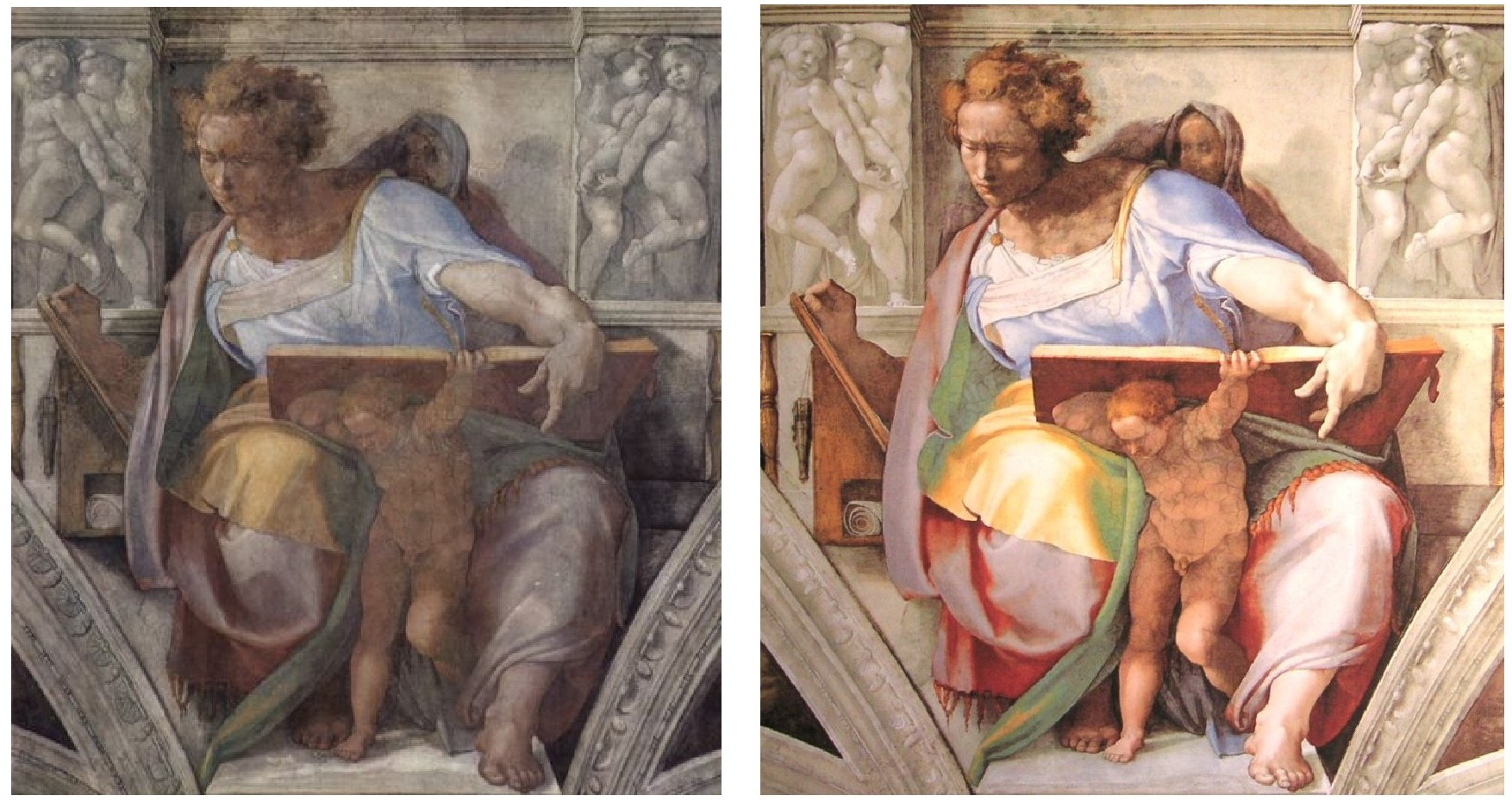
Даниил, до и после реставрации

Согласно критикам, неотъемлемой проблемой этого подхода было то, что он целиком полагался на предположение, что Микеланджело всегда рисовал в «буон фреско», что он всегда был удовлетворён результатом в конце дня и что за четыре с половиной года, потраченных на потолок, он придерживался исключительного одного подхода, никогда не делал изменений и не добавлял деталей. Аргимбо на своём веб-сайте цитирует Колалуччи, руководителя группы, противоречащего в этом вопросе самому себе.
Резюме соответствующих заявлений Колаллуччи, в том порядке, в котором они приведены в Приложении, озаглавленном «Цвета Микеланджело открыты», выглядит следующим образом:
В рамках подготовительного процесса были опрошены пожилые реставраторы, принимавшие участие в реставрации 1930-х годов. Они утверждали, что Микеланджело работал над фресками «а секко» с использованием велатуры или глазури в качестве вяжущего вещества. Колалуччи отрицает это, заявляя, что Микеланджело работал исключительно в «буон фреско». Колалуччи затем противоречит этому, заявляя, что Микеланджело работал «а секко», но «в минимальной степени» и «совсем не в люнетах».
Затем Колалуччи говорит о «строгом придерживании» Микеланджело техники «буон фреско», противореча этому, описывая ретуширования «а секко», которые Микеланджело делал на плече Елеазара и ноге Ровоама, оба из которых — люнеты. Затем он говорит, что Микеланджело работал в «буон фреско» без собственно пентименто (пентименто — изменения), но только с малыми исправлениями на фресках.
Продолжающуюся критику вызывает то, что реставраторы предположили, что знают, какого конечного результата старался достичь мастер в каждом конкретном случае на потолке и каким методом он пользовался для его достижения. Разногласия по этому поводу были громкими и остались неразрешёнными.

#### Проблема сажи
Реставраторы считали само собой разумеющимся, что все слои жира и копоти на потолке были результатом свечного дыма. Вопреки этому мнению, Джеймс Бек и многие художники предполагают, что Микеланджело использовал сажу в слое клея, чтобы наложить тени и чёткие тёмные очертания а секко. Если это так, то большая часть была удалена в реставрации.
На некоторых фигурах, однако, всё-таки осталось чёткое свидетельство рисования сажей. Очевидным объяснением этого является то, что за долгое время, когда Микеланджело занимался работой, он, возможно, по ряду причин изменял свою технику. Среди вещей, могущих повлиять на степень отделки в определённую джорнату, — температура и влажность в этот день и длина светового дня. Независимо от причины этой разницы, разница в подходе к свету и тени на отдельных фигурах очевидна.
Остались интенсивные участки тени, выбрасывающие Кумскую Сивиллу в рельеф. Но это больше, чем рельеф; это та трёхмерность, которую ценители искусства ожидают увидеть у человека, вылепившего Моисея. Критики реставрации утверждают, что таковой была цель Микеланджело и что на многих его фресках яркие контрастные цвета были выложены рядом, а затем доработаны «а секко» для достижения этого эффекта, и что это было утеряно при слишком скрупулёзной очистке.
На реставрированном потолке повсеместно отсутствует чёткая детализация архитектуры, сделанная «а секко»: раковины, жёлуди и орнамент, который Микеланджело, возможно, дал завершить помощнику, когда он переходил на новую поверхность. Обработка этих деталей существенно разнится. В некоторых местах, например, вокруг пазухи свода с Иезекеилем, архитектурные детали были нарисованы в «буон фреско» и остались нетронутыми.

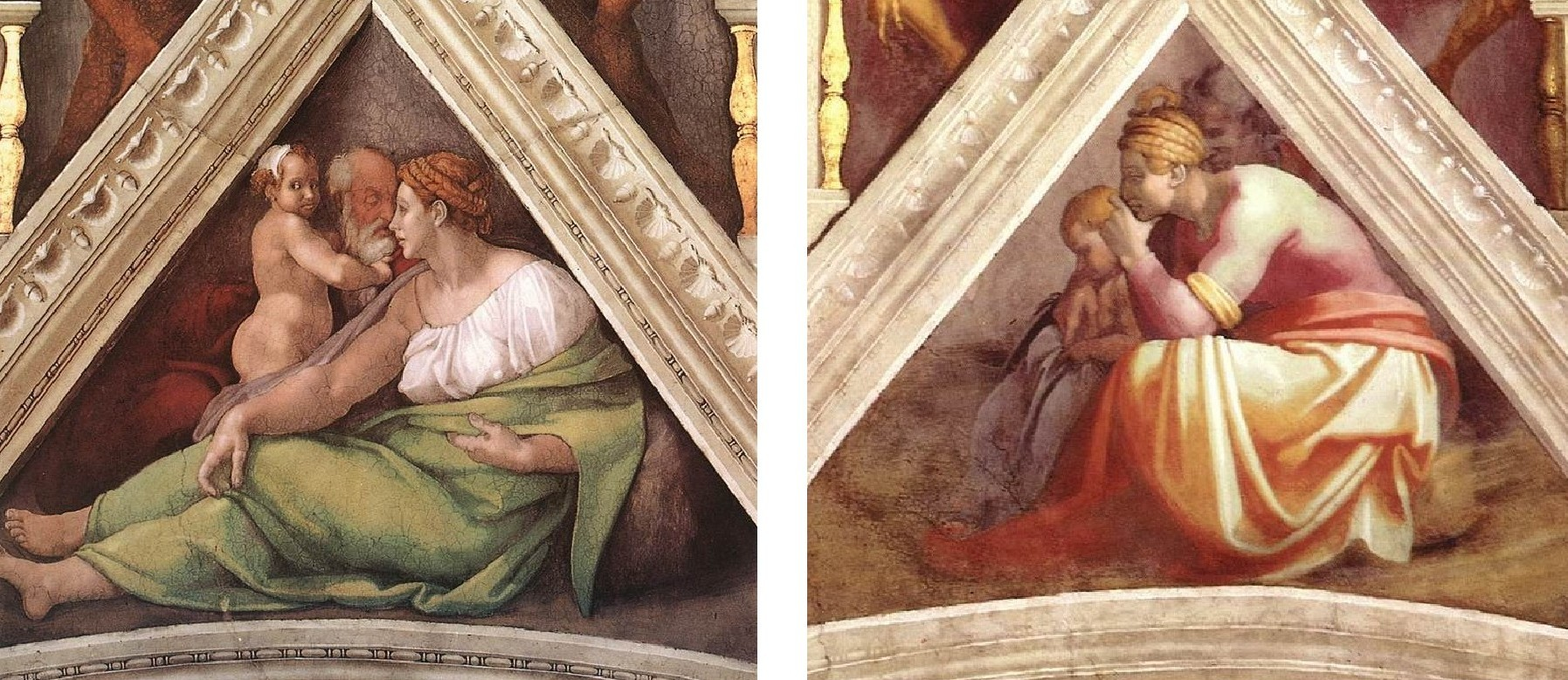
Разное состояние двух похожих пазух свода после реставрации. На левой пазухе чёрная детализация одежд, глаз и архитектурных деталей сохранилась. На правой эти детали были утрачены в процессе очистки.

Сравнение двух пазух сводов показывает их различное состояние после реставрации. Та, что слева, имеет тени и детали, прорисованные чёрным. Зелёная одежда с жёлтыми бликами доработана размывкой чёрным и определена глубокой тенью. На «архитектурных» деталях каждый элемент отрисован чёрным. Глаза ребёнка детализированы чёрным и белым. То, что эти детали остались, позволяет предположить, что они были закончены, когда штукатурка была сырой. Вся пазуха справа имеет незаконченный вид. До расчистки она тоже имела чёрную прорисовку теней одежд и архитектурных деталей.
На угловых парусах, каждый из которых изображает сцену с насилием, удаление сажи снизило драматическую интенсивность всех четырёх сцен. Это особенно заметно в потере глубины на «Смерти Амана». Если раньше фигура резко выступала на тёмном затенённом фоне, то теперь драматичность сцены утерялась в пастельной монотонности.

#### Цвет
Куратор группы Фабрицио Манчинелли ссылается на французского путешественника XVIII века де Лаланда, писавшего, что окраска потолка была в то время монотонной, «с тенденцией к тусклому красно-серому». Манчинелли пишет, что реставрация открывает «нового Микеланджело» как колориста и что этот «новый характер гораздо лучше подходит к своему историческому положению». Далее он говорит, что наблюдательные зрители Сикстинской капеллы всегда знали, что диапазон использовавшихся цветов сильно отличался от того, что они видели, и включал такие же розовые, яблочно-зелёные, оранжевые, жёлтые и бледно-синие цвета, которые использовались учителем Микеланджело, Гирландайо, одним из наиболее компетентных мастеров фрески эпохи Возрождения.
Блестящая палитра должна была быть ожидаема реставраторами, поскольку такая же гамма цветов видна в работах Джотто, Мазаччо и Мазолино, Фра Анджелико и Пьеро делла Франческа, как и самого Гирландайо и позднейших художников фрески, таких как Аннибале Карраччи и Тьеполо. Причина использования этой цветовой гаммы в том, что многие другие красители непригодны для фресок, поскольку из-за своих химических свойств плохо взаимодействуют с сырой штукатуркой. Цвет, нехватка которого заметна на потолке Микеланджело, но не на «Страшном Суде», — ярко-синяя ляпис-лазурь. Этот цвет, достигаемый измельчением полудрагоценного камня, всегда применялся на второй стадии, «а секко», наряду с сусальным золотом, применяемым для нимбов и украшений одежды.[e]

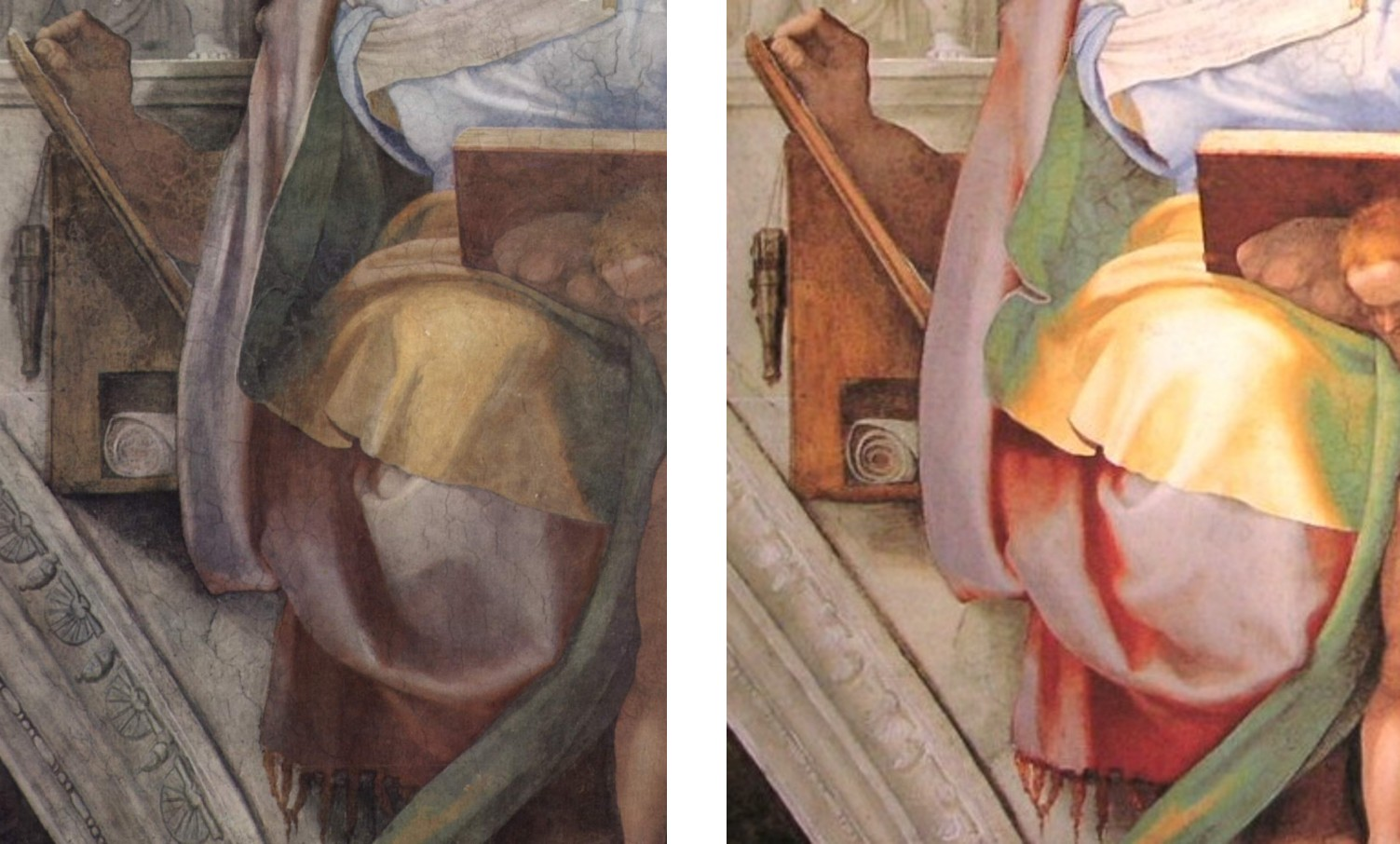
Правая рука и колено Даниила. На нереставрированной фреске красный подмалёвок проступает через чёрную размывку «а секко», добавляя свечение теням. Формы колена и нижней части ноги под одеждой достигаются чёрной размывкой.

Наиболее неожиданным аспектом цвета было обращение Микеланджело с тенями. Хорошим примером служит сравнение Ливийской сивиллы и пророка Даниила, находящихся рядом. На жёлтом одеянии Сивиллы у Микеланджело ярко-жёлтые блики проходят через тщательно выстроенные тона от тёмно-жёлтого до бледно-оранжевого, более тёмного оранжевого и до почти красного в тенях. Хотя красные тени сами по себе необычны на фресках, такая градация по соседним частям спектра — достаточно естественное решение. На одеждах Даниила такой мягкой градации нет. Жёлтая подкладка его плаща вдруг становится в тенях плотно-зелёной, а розовато-лиловый цвет становится в тенях ярко-красным. Эти сочетания цветов, которые лучше всего описать как радужные, можно найти в самых разных местах потолка, включая чулок юноши на люнете «Матфан», на котором бледно-зелёный переходит в красно-лиловый.

В некоторых случаях сочетания цветов выглядят кричащими; особенно это так в случае пророка Даниила. Сравнение нереставрированной и реставрированной фигур даёт убедительное доказательство того, что Микеланджело работал над этой фигурой с размывкой сажей и что такая техника была запланирована. Ярко-красный, использованный на одеждах Даниила и Ливийской сивиллы, сам по себе не создаёт эффективных теней. В этом и многих других случаях он, как представляется, был задуман как подмалёвок, просматриваемый лишь через тонкую чёрную размывку и с выделением более глубоких теней более интенсивным чёрным, как и осталось на Кумской сивилле. Такое использование ярких, контрастных цветов на подмалёвке нетипично для фресок, но часто применяется и в масляной живописи, и в темпере. Как и у Даниила, жёлтые одежды Ливийской сивиллы когда-то имели намного более тонкие оттенки в складках и тенях, чем сейчас.[d]

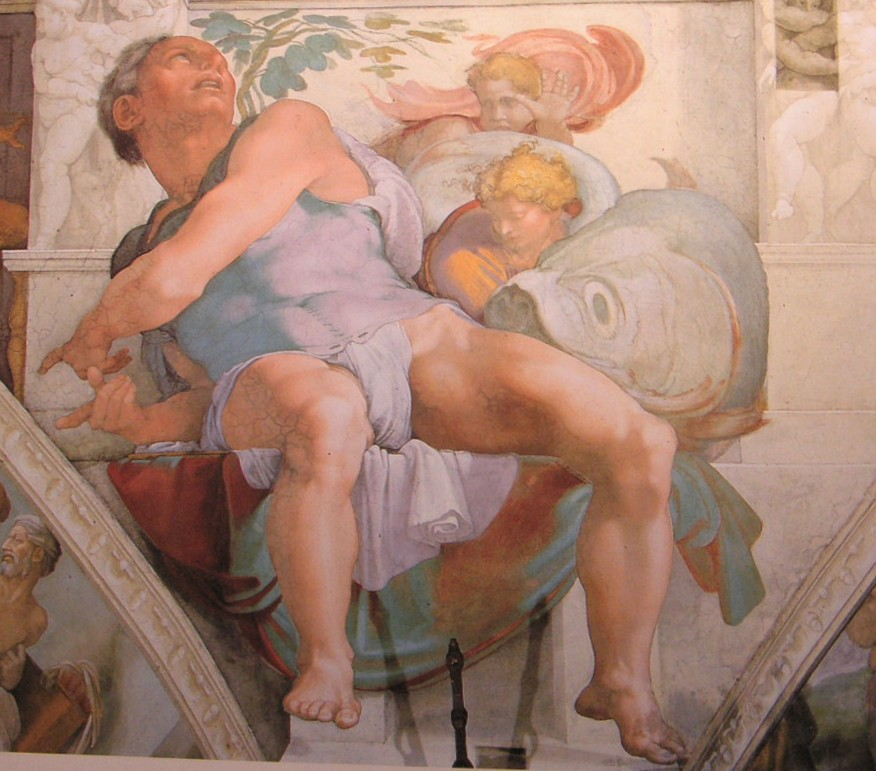
«Иона» после реставрации. Большая часть драматической тональности фигуры исчезла при очистке, эффект ракурса снизился.

Нет никаких сомнений в том, что до реставрации весь потолок был грязнее, приглушённее и одноцветнее, чем входило в намерения Микеланджело, но когда изображения фресок рассматривались в загрязнённом и нереставрированном состоянии, тонкие размывки и интенсивные контуры, описанными Беком и Аргимбо, давали о себе знать, придавая массу и объём формам.
Художник и биограф Джорджо Вазари в своих «Жизнеописаниях» описывает, как фигура Ионы выглядела в середине XVI века:
Но кто не будет восхищен, кто не растеряется, увидав выразительность Ионы, последней фигуры в капелле: здесь свод, охваченный стеной, по самой природе своей должен бы наклоняться вперед, но благодаря искусству от вида этой фигуры, откинувшейся назад, он кажется прямым и даже настолько покорен мастерством рисунка и светотени, что как будто изгибается назад.
Крупная фигура Ионы имеет большое значение для всей композиции, как изобразительно, так и богословски, будучи символом воскресшего Христа. Эта фигура занимает парус, поднимающийся из алтарной стены для поддержки свода, и тянется назад, с глазами, обращёными к Богу. Ракурс, описанный Вазари, был новаторским и весьма влиятельным на позднейших художников. Очистка этой значимой фигуры оставила немного чёрной тени, видной на левом крае картины. Всё остальное, менее интенсивное, чёрные штрихи и размывки, были удалены, уменьшив воздействие радикального ракурса, а также обокрав большую рыбу, гениев позади Ионы и подробности архитектурных деталей.

#### Глаза

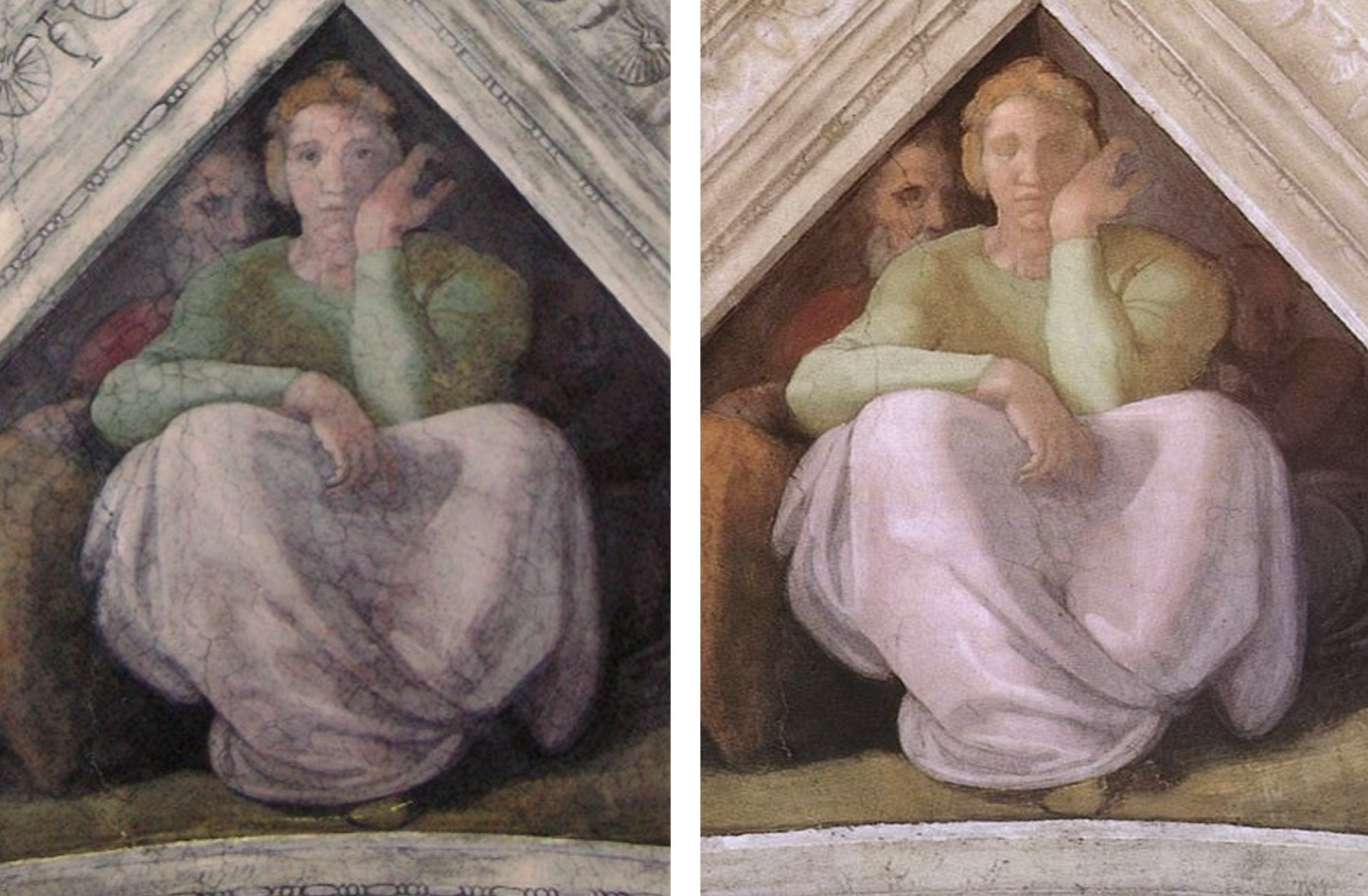
Потери такого рода критики реставрации назвали «пародией». Пазуха свода Иессея до и после реставрации. Глаза теперь отсутствуют, как и на многих других фигурах, особенно среди прародителей. Доминирующая черта многих фигур, глаза во многих случаях были, по-видимому, нарисованы в «буон фреско». Везде, где они были не нарисованы в «буон фреско», а добавлены «а секко», они были удалены реставраторами.

Пропавшая глубина — не единственный фактор, который осуждается критиками. Важная деталь работы Микеланджело, которая во многих местах исчезла навсегда — это глаза.
Они являются неотъемлемой частью самой впечатляющей и знаменитой из фресок — «Сотворение Адама». Адам смотрит на Бога, Бог смотрит прямо на Адама. И Ева под покровительственной рукой Бога бросает восхищённый взгляд в сторону её будущего мужа. Снова и снова Микеланджело придаёт лицам своих персонажей говорящие взгляды. Большинство из них, по-видимому, были выполнены в «буон фреско» и сохранились, но некоторые — нет. Глазницы на люнете семьи Зоровавель пусты, как и глаза человека на люнете Аминадава, но более всего огорчили критиков глаза небольшой фигуры в зелёном и белом, которая раньше смотрела из мрака над люнетом Иессея.
Аргимбо пишет:
Вы когда-нибудь чувствовали, что некоторые вещи никогда не увядают и остаются источником вдохновения на все времена? Такой была Сикстинская капелла, теперь химически лишённая божественного откровения и выглядящая шокирующе неуместной. ...Это обязанность реставратора - не менять намерений художника, учёный тут ничем не может помочь. Кого интересует, что Колалуччи открыл Микеланджело как колориста и может объяснить колористические тенденции Понтормо и Росси. Его дело - обеспечить, чтобы всё осталось на местах и оставить его в покое. В сравнении фотографий «до» и «после» есть много доказательств того, что Колалуччи удалил фрагменты «а секко» и оставил многие участки в состоянии недоделанных набросков. Доказательство одного-единственного изменения намерения художника - это халатность, а таких есть много.
Аргимбо

Ричард Серрин (Richard Serrin) в своей статье пишет:
[Так называемая] Великолепная Реставрация фресок Микеланджело уничтожила их навсегда. То, что мы видим сейчас, не может вернуть их к жизни. Мы можем лишь громко говорить об этом, документируя ответственность ватиканских реставраторов, чтобы это не прошло незамеченным.
Richard Serrin

## Восстановление света
Генеральный директор музеев Ватикана Карло Пьетранджели (Carlo Pietrangeli) писал о реставрации: «Это как открыть окно в тёмной комнате и увидеть, как она наполнилась светом.» Его слова резонируют со словам Джорджо Вазари, который в XVI веке сказал о потолке Сикстинской капеллы:
Произведения столь превосходного никто больше не сделал и не сделает и едва ли при всех стараниях возможно повторить сделанное. Творение это поистине служило и поистине служит светочем нашему искусству и принесло искусству живописи столько помощи и света, что смогло осветить весь мир, на протяжении стольких столетий пребывавший во тьме.
Пьетранджели в предисловии к его «Сикстинской капелле», написанной после реставрации люнетов, но до реставрации потолка, воздаёт должное тем, кто имел мужество начать процесс реставрации, и благодарит не только тех, кто посещал реставрацию, когда она продолжалась, и предоставлял свои знания и опыт, но и тех, кто относились к предприятию критически. Пьетранджели сделал признание, что эти люди побудили команду к педантичному документированию, чтобы полный доклад о критериях и методах был доступен всем интересующимся как в настоящем, так и в будущем.

### Примечания

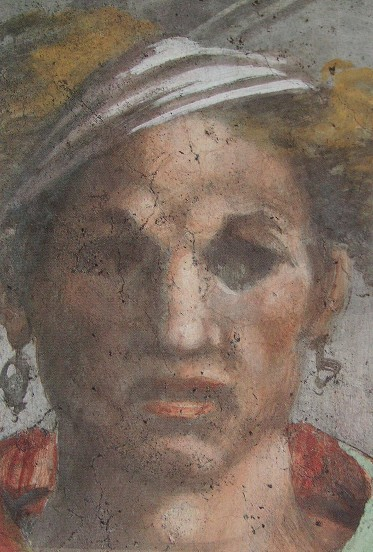
Фрагмент люнета Аминадава